# Denis Kadrić

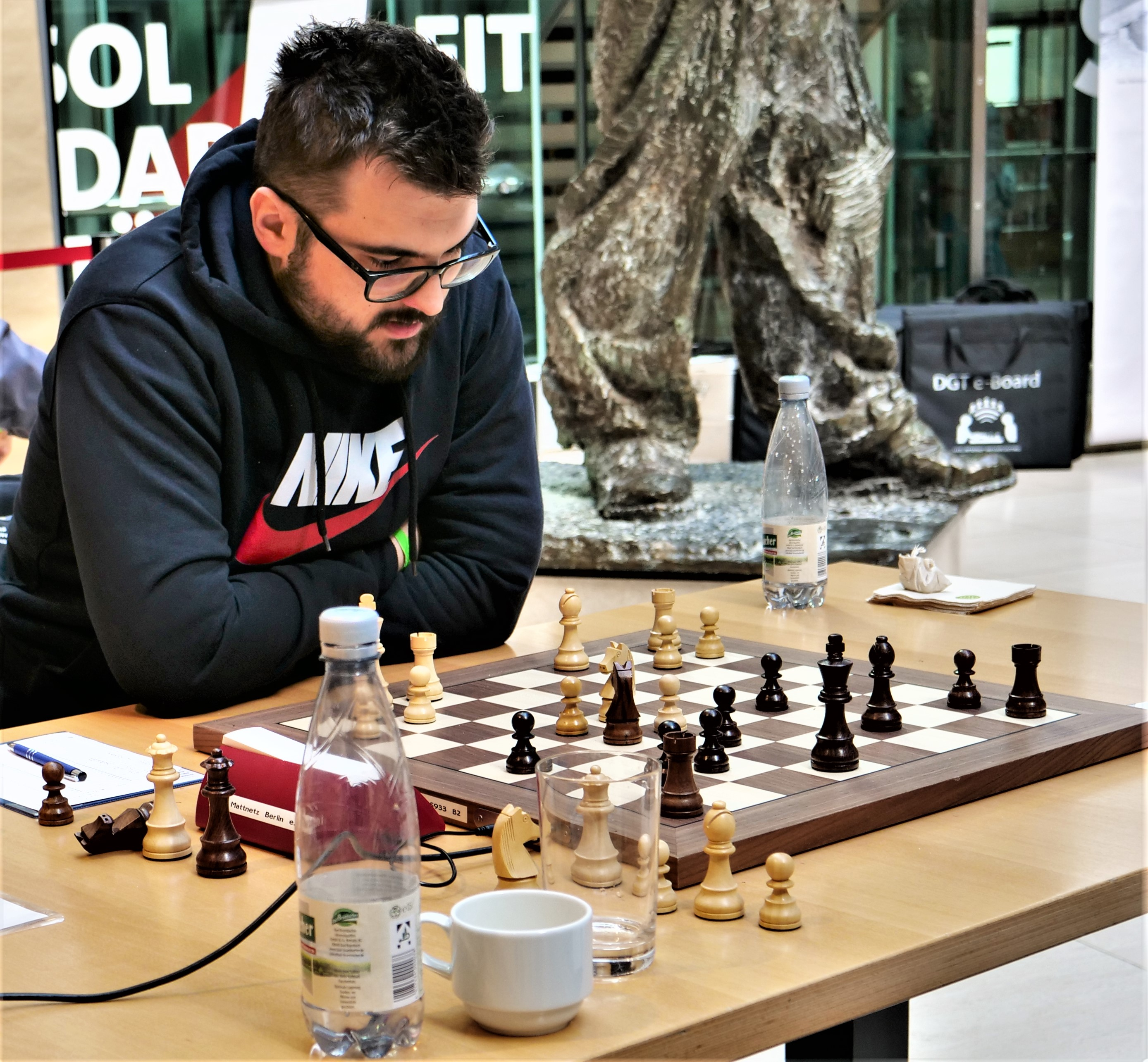
Denis Kadrić am 2. April 2023 im Berliner Willy-Brandt-Haus an Brett zwei für den TSV Schönaich in der Bundesliga-Partie gegen Kacper Piorun remisierend

Denis Kadrić (* 12. Juni 1995 in Frankfurt am Main) ist ein bosnischer Schachspieler, der seit Mai 2022 für den montenegrinischen Schachverband spielberechtigt ist.
Im Jahr 1992 zog die Familie von Denis Kadrić nach Deutschland und kehrte 1998 nach Bosnien zurück. Als Denis fünf Jahre alt war, hatte ihm sein Vater die Regeln des Spiels beigebracht.
Die bosnische Einzelmeisterschaft konnte er 2013 in Cazin gewinnen. Er spielte für Bosnien bei vier Schacholympiaden: 2012 bis 2018.
Im Jahre 2011 wurde ihm der Titel Internationaler Meister (IM) verliehen, 2015 der Titel Großmeister (GM). Seine höchste Elo-Zahl war 2594 im Oktober 2016.
| Hier fehlt eine Grafik, die leider im Moment aus technischen Gründen nicht angezeigt werden kann. Wir arbeiten daran! |